# Distretto di Sahibzada Ajit Singh Nagar
Il distretto di Sahibzada Ajit Singh Nagar (o di Mohali) è un distretto del Punjab, in India, di 698 317 abitanti. È situato nella divisione di Patiala e il suo capoluogo è Sahibzada Ajit Singh Nagar. Comprende i comuni (tehsil) di Mohali, Kharar e Dera Bassi.